# Phymatodes glaucopsis
Phymatodes glaucopsis là một loài dương xỉ trong họ Dipteridaceae. Loài này được Ching mô tả khoa học đầu tiên năm 1940.
Danh pháp khoa học của loài này chưa được làm sáng tỏ. 